# Aurembiaix av Urgell
Aurembiaix av Urgell, död 1231, var en andorransk feodalherre. Hon var regerande grevinna av Urgell 1209–1231.
Hon var dotter till Ermengol VIII av Urgell och Elvira de Subirats. Hon befann sig till 1220 under förmynderskap av sin mor, som fungerade som hennes regent. Hon gifte sig med Peter I av Urgell, som blev greve jure uxoris. 